# استوارت هتن
استوارت هتن (انگلیسی: Stuart Hatton; ۱۷ ژوئن ۱۹۸۵ –) مدل اهل انگلستان است. او در سال ۲۰۱۴ و ۲۰۱۳ در دو سال پیاپی برندهٔ مسابقه آقای گی دنیا شد. هم چنین او نخستین شخص از شمال شرق بود که برندهٔ آقای گی بریتانیا شد.

## آغاز زندگی
استورات الکساندر مک‌نیکول در ۱۷ ژوئن ۱۹۸۵ در ساوت شیلدز، پادشاهی متحده به دنیا آمد. والدین او مدرس رقص بودند و استودیوی خود را داشتند، هتن در سیزده ماهگی رقصیدن را آغاز کرد. او تحصیلاتش را در دانشکدهٔ سنت ویلسفورد آغاز و در دانشکدهٔ تاینساید جنوبی ادامه داد و نهایتاً به دانشگاه نیوکاسل رفت. او در دانشگاه زبان و زبان‌شناسی خواند در حالی که به گفتاری‌درمانی علاقه‌مند بود.

## زندگی شخصی
او در جشن غرور استکهلم با دنیل برکلبنک آشنا شد، تا اکتبر ۲۰۱۸ آن‌ها هنوز با یکدیگر در رابطه هستند و دربارهٔ فرزندآوری تصمیم‌گیری می‌کنند.